# Raimond z Poitiers
Raimond z Poitiers, psán též Raymond či Raimund (francouzsky Raymond de Poitiers, narozen někdy kolem roku 1108 – 29. června 1149) byl francouzský šlechtic a v letech 1136–1149 knížetem z Antiochie (jako kníže Raimond I.). Byl synem akvitánského vévody Viléma IX., zvaného trubadúr a hraběnky z Toulouse Filipy. Raimond z Poitiers padl v bitvě u Fons Murez , kde se křižáci nechali v noci obklíčit a aleppský vládce Núr ad-Dín antiochijskou armádu zcela zničil.

## Převzetí kontroly nad Antiochií

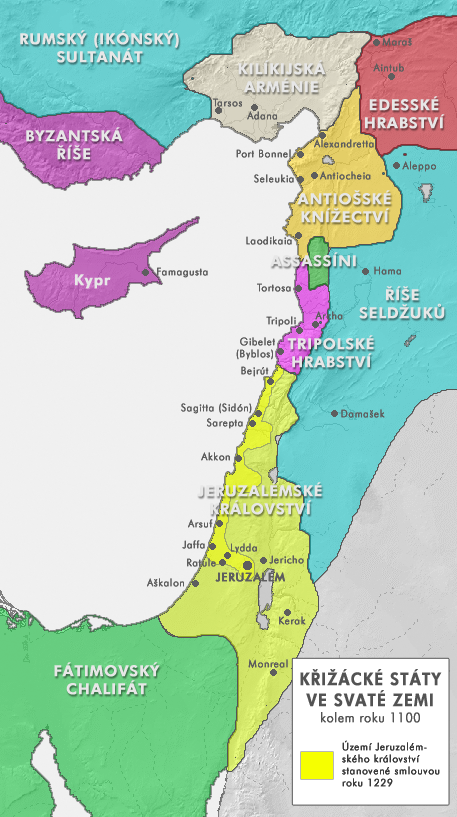
Antiochijské knížectví a ostatní křižácké státy v Levantě

Když v bitvě s Turky padl mladý antiochijský kníže Bohemund II. z Antiochie, syn zakladatele státu Bohemunda z Tarentu, převzala vládu energická kněžna vdova Alice, dcera jeruzalémského krále Balduina II. Kněžna tvrdě potlačila pokus normanských rytířů o převzetí kontroly nad Antiochií a prohlásila se samovládkyní. Nový jeruzalémský král Fulko z Anjou se rozhodl zjednat pořádek, porazil kněžniny síly a rozhodl se vnutit Alici ženicha. Místo antiochijského knížete poté nabídl Raimondu z Poitiers, který nabídku přijal. Prošel v přestrojení Itálií, Byzancí, až se tajně dostal do Jeruzaléma. Fulko s Raimondem poté vymysleli lest, když král za Raimonda provdal Alicinu malou dceru Konstancii, čímž její matku zbavil moci i dalších nároků na antiochijský trůn, neboť moc nyní spočívala na Konstancii a tím pádem i na Raimondovi, který byl čtyřikrát starší, než jeho nevěsta. Manželství dostalo požehnání od antiochijského patriarchy, ale ne od Raimondovy tchyně Alice, neboť ta žila v přesvědčení, že Raimond coby ženich, je určen pro ni.
| „Byl jedním z nejproslulejších franských rytířů, vyhlášený velkou statečností, neobyčejnou silou a vysokou postavou. Neméně proslulý byl však i svou arogancí a brutalitou.“ |
| Ibn Kvalansi |

V prvních letech Raimondovy a Konstanciiny vlády bylo Antiochijské knížectví ve sporu s byzantským císařem Janem II., který přitáhl do oblasti Kilíkie, jejíž jižní část dobyl od arménského krále Lea II. a začal si nárokovat i vládu nad Antiochií. Když vůdcové první křížové výpravy procházeli Konstantinopolí, odpřisáhli tehdejšímu císaři Alexiovi I., že veškerá území, která dobudou na východě předají pod lenní svrchovanost Byzance. Frankové však přísahu nedodrželi a počínali si v křižáckých státech jako suverénní vládci. Alexiův syn Jan II. proto přišel s byzantskou armádou do Sýrie uplatňovat svá práva a antiochijskému knížeti připomenout jeho závazky. Raimond byl donucen složit císaři lenní hold a zavázal se platit obvyklý lenní tribut. Císař se zase zavázal chránit území Antiochijského knížectví před muslimskými státy. Následně císař s Raimondem roku 1138 vytáhl vytáhl na turecké mocenské centrum Aleppo. Když však útočníci spatřili mohutné hradby Aleppa, které bylo plně obsazené Núr ad-Dínovou posádkou, rozhodli se vytáhnout na nedaleké město Šajzar. Raimond však s útokem váhal, neboť se obával, že v případě dobytí Šajzaru a dalších území na východě jej císař vyžene z Antiochie, kde dosadí svého místodržícího a odškodní nejistým, nově dobytým územím. Císař si toho všiml a pochyboval o loajalitě křižáků. Nakonec znechuceně ukončil obléhání a vrátil se do Konstantinopole. Raimond se odebral do Antiochie.

## Mocenské zápasy

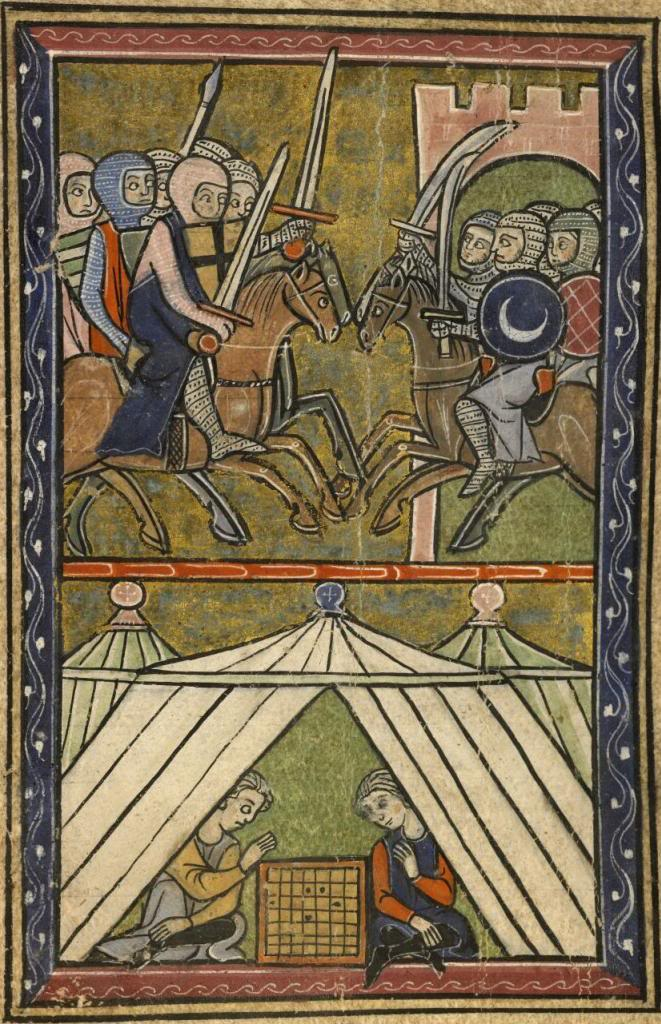
Nahoře bitva u Shaizaru, dole Raimond hraje šachy s Joselinem II. z Edessy

Poté následoval spor mezi knížetem Raimondem a antiochijským patriarchou. Raimond byl roztrpčený, protože byl kvůli svému slibu věrnosti z roku 1135 nucen patriarchovi platit tribut. Ale roku 1139 kníže triumfoval a patriarcha byl z úřadu sesazen. O tři roky později se císař Jan II. do Sýrie vrátil, ale Raimond se odmítl nyní znát ke svému poddanství vůči císaři. Jan II., ačkoliv se vypořádal se sousedními Armény, byl neschopný vůči Raimondovi cokoliv podniknout. Když však Raimond požadoval od Janova nástupce na byzantský trůn Manuela podsoupení některých měst v arménské Kilíkii, došlo k boji. Řekové boj vyhráli a císař Manuel Raimonda donutil k ponižující návštěvě Konstantinopole, během které Raimond obnovil svou přísahu lenní závislosti a souhlasil s dosazením řeckého ortodoxního patriarchy do Antiochie.
| „... důvěrné chování knížete ke královně, jejich neúnavné a skoro nepřetržité rozhovory, vzbudily u krále podezření...“ |
| Jan ze Salisbury |

V roce 1148 do Antiochie dorazila druhá křížová výprava v čele s římsko-německým králem Konrádem III. a francouzským králem Ludvíkem VII. S ním dorazila také jeho žena a Raimondova neteř Eleonora Akvitánská. Raimond se snažil Ludvíka přesvědčit, aby mu pomohl dobýt muslimské centrum Aleppo a ztracená území na východ od řeky Orontes. Ludvík však váhal a spíše s nelibostí sledoval, jak si jeho žena Eleonora rozumí se svým strýcem. Francouzský král se nakonec rozhodl táhnout do Jeruzaléma, ale Eleonora odmítla jít s ním. Ludvík ji musel odvést s sebou násilím, čímž se navždy rozkmotřil s antiochijským knížetem.

## Smrt
| „Tělo tohoto prokletého knížete bylo nalezeno ležící uprostřed mrtvých těl nejstatečnějších z jeho družiny. Uřízli mu hlavu a odevzdali Núr ad-Dínovi.“ |
| Ibn Kvalansi |

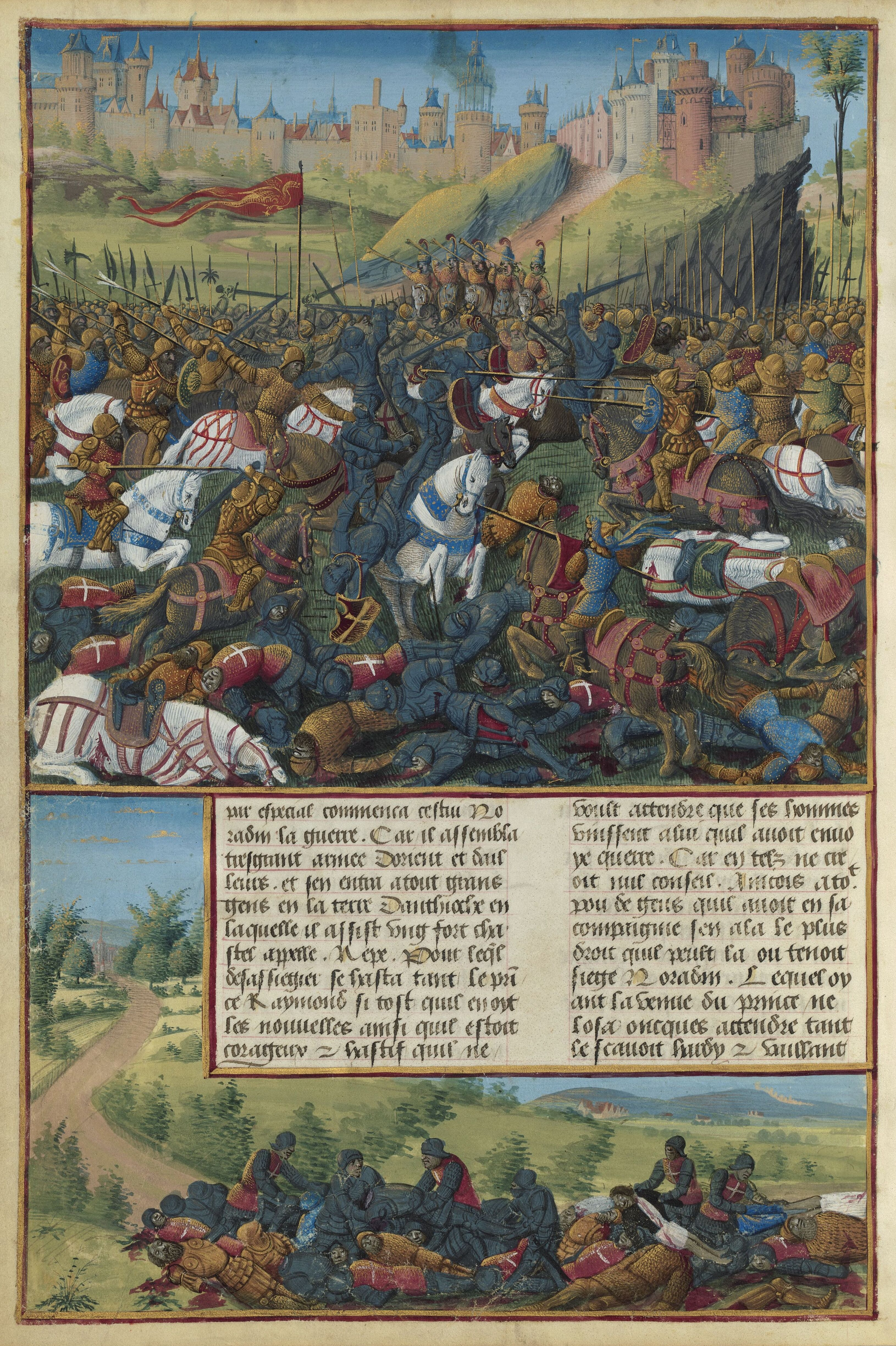
Bitva u Inabu, v níž byl kníže Raimond zabit

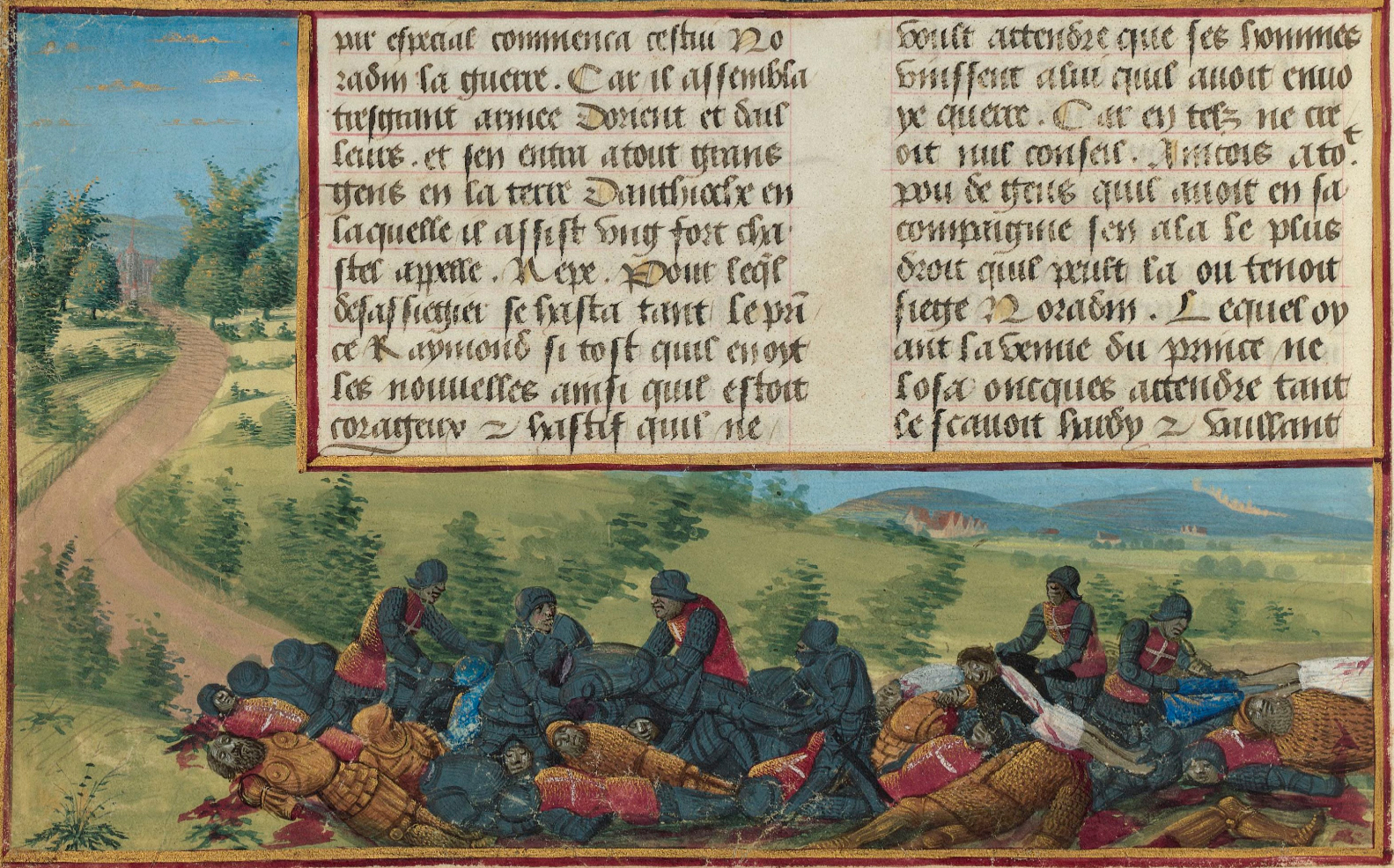
Raimondovo mrtvé tělo po bitvě

Poté, co roku 1148 druhá křížová výprava skončila nezdarem, rozhodl se vládce Aleppa Núr ad-Dín zaútočit na oslabené křižácké státy. Na jaře 1149 aleppský emír vytáhl proti Antiochijskému knížectví. Muslimské síly čítaly až 6 000 jezdců. Raimond měl k dispozici kolem 1 000 pěších vojáků, avšak existují rozpory, kolik mohl postavit do boje rytířů na koních, mohlo to být 400 až dokonce 4 000. Kromě toho se s křižáky spojila mocná muslimská sekta Assassínů.
Raimond z Poitiers zpočátku využil momentu překvapení a Núr ad-Dína zahnal na útěk. Emír z Aleppa, který neměl přesné informace o počtu protivníka, však brzy skutečnost prohlédl, obrátil a přešel do protiútoku. Raimond se dopustil taktické chyby, když nařídil na noc rozbít tábor na holém prostranství v soutěsce u Fons Murez. Núr ad-Dín jej v noci obklíčil a ráno kníže poznal, jakou předchozího večera udělal chybu. Jedinou jeho nadějí bylo probít se z obklíčení, ale byl ve velké nevýhodě. Jeho rytíři museli útočit do kopce a proti přesile. Všichni Raimondovi vojáci byli muslimy pobiti a padl i sám Raimond. Mrtvému knížeti nechal Núr ad-Dín uříznout hlavu a poslal ji ve stříbrné skříňce Abbásovskému chalífovi do Bagdádu, kde rozšířila po Bohemundu II. jeho sbírku o další exemplář hlavy antiochijského knížete.